# Atelopus muisca
Espèce
Statut de conservation UICN

 CR A2ace; B2ab(v) : 
En danger critique
Atelopus muisca est une espèce d'amphibiens de la famille des Bufonidae.

## Répartition
Cette espèce est endémique du département de Cundinamarca en Colombie. Elle se rencontre dans le parc national naturel de Chingaza entre 2 900 et 3 350 m d'altitude dans de la cordillère Orientale. Elle vit dans la forêt de nuage et le páramo.

## Publication originale
- Rueda-Almonacid & Hoyos, 1992 "1991": Atelopus muisca, nueva especie de anfibio (Anura: Bufonidae) para el Parque Nacional Natural Chingaza, Colombia. Trianea, vol. 4, p. 471-480.